# 八田哲
八田 哲（はった てつ、1943年 - ）は、京都市出身の日本画家。

## 生涯
1943年 (昭和18年）京都市東山区に生まれる
1973年 (昭和48年）青塔社入塾。池田遙邨（いけだ・こそん）に師事。
1984年 (昭和59年）日展特選受賞。ʻ86無所属となる
1988年 (昭和63年）横の会出品・最終展まで参加。

以後　個展活動、現在に至る